# Підлісся (Жабинківський район)
Підлісся (біл. Падлессе) — село в Білорусі, у Жабинківському районі Берестейської області. Орган місцевого самоврядування — Хмелівська сільська рада.

## Географія
Розташоване за 18 км на південний захід від Жабинки.

## Історія
У 1650 році власником маєтку в селі була графиня Л. М. Гротен, у XVIII столітті — поміщиця Боярська. У 1917—1919 роки в часи входження до складу УНР у Підліссі діяла українська школа. У період входження до міжвоєнної Польщі мешканці села безуспішно зверталися до польської влади з проханням відкрити в Підліссі українську школу.

## Населення
За переписом населення Білорусі 2009 року чисельність населення села становила 342 особи.

## Уродженці
- Колчук Федір Самуїлович (1894—1972) — радянський військовий діяч, генерал-майор.